# Nervilia plicata
Nervilia plicata (Andrews) Schltr., 1911 è una pianta della famiglia delle Orchidacee diffusa in Asia e Australia.